# Heinz Prokert
Heinz Prokert (* 7. Mai 1904 in Kopitz, Böhmen; † 5. Mai 1964 in Halle (Saale)) war ein deutscher  Gymnasiallehrer, Archivar und Bibliothekar.

## Leben
Er stammte aus dem böhmischen Teil des Erzgebirge und war der Sohn des Bergingenieurs Karl Prokert (1873–1925) und der Mathilde Prokert geborene Wenig (1882–1954). 1922 legte er die Matura am Gymnasium in Eger ab. Danach studierte er bis 1927 
Geschichte, Geographie und Kunstgeschichte an der Deutschen Universität in Prag, wo er zum Dr. phil. promovierte. Das Thema seiner Dissertation lautete Der Salzhandel Tirols im 16. Jahrhundert. Nach erfolgreicher Lehramtsprüfung 1928 ging er an das Tiroler Landesarchiv nach Innsbruck. 1930 fand er eine Anstellung als Gymnasiallehrer in Warnsdorf, später wechselte er an andere Gymnasien, darunter in Reichenberg. Ab 1939 war er in der Verwaltung des NSDAP-Gaus Sudetenland tätig. Am 28. März 1940 beantragte er die Aufnahme in die NSDAP und wurde zum 1. November desselben Jahres aufgenommen (Mitgliedsnummer 7.990.547).
1941 erfolgte die Ernennung von Heinz Prokert zum Leiter des nichtstaatlichen Archivwesens im Reichsgau Sudetenland. 1944 wurde er zum Militär einberufen. Nach seiner Rückkehr erfolgte die Aussiedlung aus der neu gegründeten Tschechoslowakei. Er ließ sich in Sachsen-Anhalt nieder, wo er bis zu seinem Tod 1964 Mitarbeiter in der Universitäts- und Landesbibliothek in Halle wurde. Dort starb er zwei Tage vor seinem 60. Geburtstag.
Heinz Prokert war seit 1954 korrespondierendes Mitglied der Historischen Kommission der Sudetenländer.

## Werke (Auswahl)
- Die Rückgewinnung des deutschen Ostens im Mittelalter (=Lehrbehelf für die Ortsgruppenschulung der NSDAP, Gau Sudetenland), Roland-Verlag, Reichenberg o. J. [1940]
- (mit Gustav Märkisch): Volk und Führer. Frankfurt am Main 1942.
- Sozialistische Arbeitsgemeinschaft. Unser Ziel. In: Die Rolle der Gewerkschaftsorganisationen in den wissenschaftlichen Bibliotheken. Leipzig 1961, S. 18–20.
- Vom Einzugsbereich der Universität Wittenberg, nach Gedanken von Heinz Prokert gemeinsam bearbeitet von Gottfried Langer, Teile 1 und 2, Halle (Saale) 1967ff.